# Sidsel Storm
Sidsel Storm (født 20. november 1982) er en dansk jazzsangerinde. Sidsel Storm vandt DPAs jazzkomponistpris i 2008 og Danish Music Award for ”årets danske vokaljazz udgivelse” i 2009.
Sidsel er gift og har 3 børn.

## Diskografi
- Awake (2019, Calibrated)
- Closer (2015, Calibrated)
- Nothing In Between (2012, Calibrated)
- Swedish Lullaby (2010, Calibrated)
- Sidsel Storm (2008, Calibrated)